# Dan Langhi
Daniel Matthew Langhi, detto Dan (Chicago, 28 novembre 1977), è un ex cestista statunitense.

## Carriera
È stato selezionato dai Dallas Mavericks al secondo giro del Draft NBA 2000 (31ª scelta assoluta).

## Statistiche

### NBA

#### Regular season
| Anno     | Squadra         | PG  | PT | MP   | TC%  | 3P%  | TL%   | RP  | AP  | PRP | SP  | PP  |
| -------- | --------------- | --- | -- | ---- | ---- | ---- | ----- | --- | --- | --- | --- | --- |
| 2000-01  | Houston Rockets | 33  | 0  | 7,3  | 37,4 | 0,0  | 55,2  | 1,2 | 0,1 | 0,2 | 0,0 | 2,7 |
| 2001-02  | Houston Rockets | 34  | 8  | 12,7 | 39,2 | 25,0 | 72,7  | 2,0 | 0,4 | 0,2 | 0,1 | 3,1 |
| 2002-03  | Phoenix Suns    | 60  | 0  | 9,0  | 40,1 | 29,0 | 60,0  | 1,5 | 0,4 | 0,3 | 0,1 | 3,1 |
| 2003-04  | Milwaukee Bucks | 2   | 0  | 10,0 | 37,5 | 50,0 | 0,0   | 0,5 | 0,0 | 0,0 | 0,0 | 3,5 |
| 2003-04  | G.S. Warriors   | 4   | 0  | 4,0  | 33,3 | 0,0  | 100,0 | 0,8 | 0,0 | 0,0 | 0,0 | 1,5 |
| Carriera | Carriera        | 133 | 8  | 9,4  | 39,1 | 28,9 | 61,3  | 1,5 | 0,3 | 0,2 | 0,1 | 3,0 |

#### Massimi in carriera
- Massimo di punti: 17 vs Seattle SuperSonics (2 aprile 2002)[1]
- Massimo di rimbalzi: 8 (2 volte)
- Massimo di assist: 4 vs Phoenix Suns (30 marzo 2002)
- Massimo di palle rubate: 2 (5 volte)